# Wasserstraßen (Österreich)
Als österreichische Wasserstraßen (auch Bundeswasserstraßen) werden die zur Binnenschifffahrt geeigneten Flüsse auf dem Gebiet der Republik Österreich bezeichnet. Dies sind die Donau mit dem Donaukanal, der Mündungsbereich der Enns sowie Teile von Traun und March.

## Zuständigkeit
Gemäß Art. 10 Abs. 1 Z 10 des Bundes-Verfassungsgesetzes sind „Bau und Instandhaltung von Wasserstraßen“ in Gesetzgebung und Vollziehung Aufgaben des Bundes. § 15 Schifffahrtsgesetz bestimmt deren genauen Verlauf:
„Wasserstraßen sind die Donau (einschließlich Wiener Donaukanal), die March, die Enns und die Traun, mit allen ihren Armen, Seitenkanälen, Häfen und Verzweigungen, ausgenommen die in der Anlage 2 angeführten Gewässerteile.“
Damit gilt die Donau einschließlich Wiener Donaukanal, im gesamten Flussverlauf mit Ausnahme der Staustufen Abwinden, Melk, Altenwörth, Greifenstein und der Neuen Donau als Wasserstraße. Selbiges gilt für die March bis Fluss-km 6,0, die Enns bis Fluss-km 2,70 und Traun bis Fluss-km 1,80. Das für die Vollziehung der, die Wasserstraßen des Bundes betreffenden Gesetze zuständige Ministerium ist das Bundesministerium für Verkehr, Innovation und Technologie. Konkret werden die Agenden durch die Abteilung „IV/W3 Bundeswasserstraßen“ wahrgenommen.

### Befahren von Wasserstraßen
Der am häufigsten ausgestellte Befähigungsausweis zum Befahren österreichischer Wasserstraßen ist das Schiffsführerpatent 10 Meter, welches in der eingeschränkten Variante „Seen & Flüsse“ oder in der vollständigen Ausführung „Seen, Flüsse und Wasserstraßen“ ausgestellt werden kann. Zum Befahren der Donau ist deshalb zumindest das Schiffsführerpatent 10 m für Seen, Flüsse und Wasserstraßen erforderlich. Die Prüfung hierfür kann in Wien, Niederösterreich und Oberösterreich abgelegt werden, jedoch nur in diesen Bundesländern, da die Prüfungsfahrt selbst ebenfalls auf einer Wasserstraße abgehalten werden muss. Darüber hinaus ist auch das Schiffsführerpatent 20 m für Wasserstraßen beantragbar, in der beruflichen Binnenschifffahrt üblich ist jedoch das in seiner Schiffslänge nicht eingeschränkte Kapitänspatent.

### Bundes-Wasserstraßenverwaltung
Die hoheitliche Verwaltung der Wasserstraßen obliegt darüber hinaus der Bundes-Wasserstraßenverwaltung. Zu ihren Aufgaben gehören unter anderem Regulierung, Instandhaltung und Ausbau der Gewässer, Hochwasserschutz, Beobachtung des Gewässerzustandes und Mitwirkung an Maßnahmen gegen Gewässerverunreinigungen, Ufergestaltung, Planung, Errichtung und Instandhaltung von Treppelwegen, Errichtung und Instandhaltung von Bundeshäfen und Bundesländern oder die Verwaltung des öffentlichen Wassergutes.

### Via Donau GmbH
Außerdem wurde zur Erfüllung der wasserstraßenspezifischen Aufgaben des Bundes, insbesondere der Bundes-Wasserstraßenverwaltung, die „via donau - Österreichische Wasserstraßen-Gesellschaft m. b. H.“ mit Sitz in Wien im Wege der Verschmelzung zur Neugründung durch Aufnahme der Österreichische DONAU-Betriebs-Aktiengesellschaft, der Österreichische DONAU-Technik-GmbH und der via donau – Entwicklungsgesellschaft mbH für Telematik und Donauschifffahrt errichtet.